# Manuae
Manuae (tradycyjna nazwa Auau Enua) – wyspy wchodzące w skład Południowych Wysp Cooka, należące administracyjnie do terytorium zależnego Nowej Zelandii – Wyspy Cooka. Wyspy stanowią jednocześnie jednostkę administracyjną o takiej samej nazwie.
Wyspy mają powierzchnię 6,2 km² i są bezludne. Składają się z dwóch wysp – Manuae i Te Au Otu. Wyspy są płaskie, a najwyższy ich punkt osiąga zaledwie 5 m n.p.m.
Wyspa została odkryta w 1773 przez Jamesa Cooka, a od 1888 wraz z innymi wyspami archipelagu stanowi protektorat brytyjski, zwany od 1891 Cook Islands Federation. W 1901 atol wraz z całymi Wyspami Cooka został przekazany Nowej Zelandii.